# 유럽 연합 이사회
유럽 연합 이사회(영어: Council of the European Union) 또는 유럽 연합 각료이사회는 유럽 연합(EU)의 입법 기관이며 상원에 준하는 기관이다. 회원국들의 각료 1명씩으로 구성된 집단체로서, 회원 각국의 국익을 직접적으로 표현하고 대변하는 정부 간 기구이다. 그 구성원은 다루는 주제(외무, 농무, 재무 등)에 따라 달라진다. 총무이사회 및 외무이사회는 각국의 외무장관으로 구성되고, 그외 이사회는 소관 업무의 담당 장관들도 구성된다.
일부 EU 공식 문서에서는 이사회(the Council)나 각료이사회(Council of Ministers)라고 표기되기도 하고, 줄여서 컨실리움(Consilium)이라고 부르기도 한다. 또한 이 이사회는 유럽 연합 집행위원회의 집행위원장과 각 가입국의 정부 수반이 구성원이 되는 유럽 이사회(European Council), EU와는 다른 조직인 유럽 평의회(Council of Europe)와는 다른 기관이다.
본부는 벨기에의 브뤼셀에 있다. 하지만 4월, 6월 및 11월에 개최되는 각료급 회담은 룩셈부르크의 수도인 룩셈부르크 시에서 열린다.

## 개요
유럽연합이사회는 마스트리흐트 조약에 정해진 3개의 기둥의 달성을 위해서 EU 가입국의 일반 경제정책 조정이나 공통 정책에 관한 결정 채택, 이사회가 정하는 규정을 실시하는 권한을 집행위원회에 부여하는 것을 실시하고 있다. 구체적으로는, 집행위원회의 제안을 받고, 유럽 의회와 공통 수속을 따르는 형태로 EU법을 제정한다. 또한 예산에 대해서도 유럽 의회와 함께 승인한다. 또, 외교 방위에 대해서는 가입 각국의 독자 정책을 인정하고, EU 전체적으로 대외 조약의 비준하는 것 외에 사법 행정에 대해도 유럽형사경찰기구(Europol)를 통한 협력의 추진에 임하고 있다.
이사회는 공동체 조약에 입각한 회원국들의 경제정책 조정의 책임을 진다. 또한 연합 이사회는 유럽연합의 규정·규칙·지침·결정 등을 의결하는데, 이는 공동체 조약들에 대한 법률상의 보충이 된다. 연합 이사회는 유럽연합의 예산운용과 편성권을 가지며, 유럽의회가 그 감독기능을 수행한다.
유럽 경제 공동체(EEC) 조약 실행의 처음 두 단계(1958∼1967년)동안 연합 이사회의 결의방식은 만장일치제였으며, 세 번째이자 마지막 단계에 진입하는 1966년부터 특별 다수제 원칙을 적용하기로 되어 있었지만, 프랑스의 공석 정치로 인한 공동체의 심각한 제도상의 위기와 이를 극복하기 위한 룩셈부르크 타협안의 결과, 그 실시가 불가능해졌다. 단일 유럽법 작성자들은 특별 다수결 투표를 보편화함으로써 다수결 원칙을 재활성화시키려고 온갖 노력을 다 기울였다. 회원국은 그 나라의 인구에 따라 각기 일정한 수의 표를 부여받는다.
공식적으로는 간헐적인 기구인 연합 이사회이지만, 실제로 연합 이사회는 아주 빈번히 개최되고 있으며, 집행위원회의 위원들도 연합 이사회에 참석할 권리가 있다. 연합 이사회의 준비는 보고기구이기는 하지만 각국의 유럽연합 주재 대사들로 구성되고 그 업무의 내용으로 보아 핵심적인 역할을 수행하는 상주대표위원회에 의해 준비된다.

## 명칭
유럽 연합의 언어는 가입국 각각의 공용어로 정해져 있어서 2013년 7월 1일 이후에는 총 공용어 수가 24개나 된다. 따라서 유럽 연합 이사회의 정식 명칭도 공용어와 같은 수만큼 있다.
| - 네덜란드어: Raad van de Europese Unie 라트 판 더 외로페서 위니[*] - 덴마크어: Rådet for Den Europæiske Union 로데트 포르 덴 에우로페이스케 우니온[*] - 불가리아어: Съвет на Европейския съюз 서베트 나 에브로페이스키야 서유스 - 체코어: Rada Evropské unie 라다 에브롭스케 우니에[*] - 독일어: Rat der Europäischen Union 라트 데어 오이로페이셴 우니온[*] - 에스토니아어: Euroopa Liidu Nõukogu 에우로파 리두 너우코구 - 그리스어: Συμβούλιο της Ευρωπαϊκής Ένωσης 심불리오 티스 에브로파이키스 에노시스[*] - 영어: Council of the European Union 카운슬 오브 더 유러피언 유니언[*] - 스페인어: Consejo de la Unión europea 콘세호 데 라 우니온 에우로페아[*] - 아일랜드어: Comhairle an Aontais Eorpaigh 코와이를레 안 인타시 오르파이 - 크로아티아어: Vijeće Europske unije 비예체 에우롭스케 우니예 - 이탈리아어: Consiglio dell'Unione europea 콘실리오 델루니오네 에우로페아[*] | - 라트비아어: Eiropas Savienības Padome 에이로파스 사비에니바스 파도메 - 리투아니아어: Europos Sąjungos Taryba 에우로포스 사융고스 타리바 - 몰타어: Kunsill ta' l-Unjoni Ewropea 쿤실 타 루니오니 에우로페아 - 폴란드어: Rada Unii Europejskiej 라다 우니 에우로페이스키에이[*] - 포르투갈어: Conselho da União Europeia 콘셀류 다 우니앙 이우로페이아[*] - 루마니아어: Consiliul Uniunii Europene 콘실리울 우니우니 에우로페네[*] - 슬로바키아어: Rada Európskej únie 라다 에우롭스케이 우니에 - 슬로베니아어: Svet Evropske unije 스베트 에브롭스케 우니예 - 핀란드어: Euroopan unionin neuvosto 에우로판 우니오닌 네우보스토[*] - 스웨덴어: Europeiska unionens råd 에우로페이스카 우니오넨스 로드[*] - 프랑스어: Conseil de l'Union Européenne 콩세이 드 뤼니옹 외로페엔[*] - 헝가리어: Az Európai Unió Tanácsa 어즈 에우로퍼이 우니오 터나처[*] |

## 권한

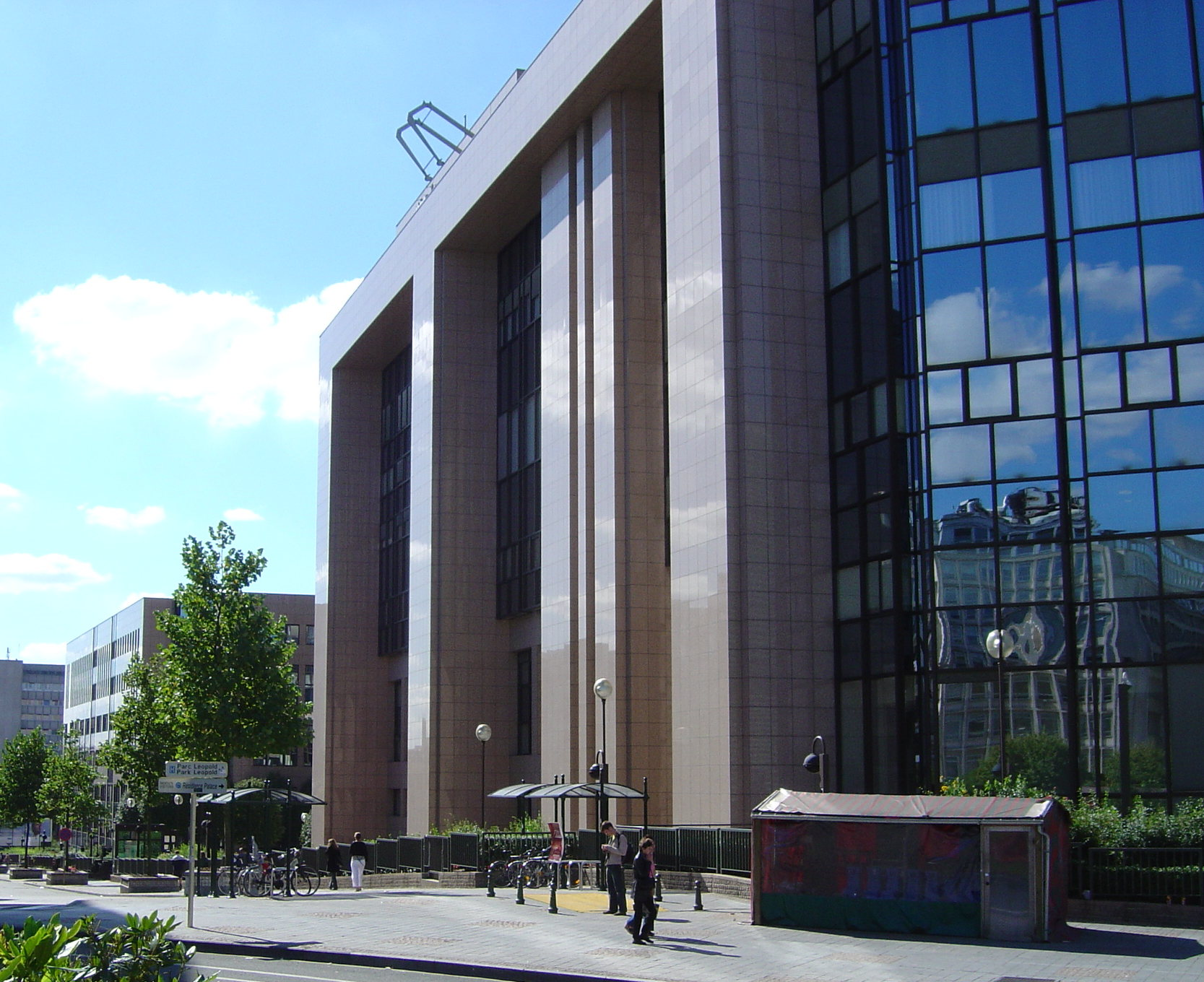
유럽 연합 이사회의 본부가 있는 유스투스·리프시우스 (브뤼셀)

유럽연합 이사회는 EU의 주요 입법 기관이지만, 그 권한은 유럽 연합의 3개의 기둥 가운데, 제1의 기둥인 유럽 공동체의 활동 분야에 대해서는 로마 조약의 제202조에, 제2의 기둥인 공동 외교 안보 정책 분야에 대해서는, 마스트리흐트 조약의 제14조와 제15조에, 제3의 기둥인 범죄 문제의 사법 협력에 대해서는, 마스트리흐트 조약 제 34조에 의해서 각각 명시되고 있다.

### 입법권
유럽연합 이사회는 유럽 위원회로부터 제출된 법안에 대해 심의한다. 채택된 법안은 유럽 의회에서 상의를 해서 찬동을 얻을 수 있고 처음으로 법령으로서 제정된다. 법안의 발의권은 집행위원회가 독점하고 있어서 법안이 제출되지 않으면 입법 수속이 개시되지 않지만, 유럽연합 이사회는 유럽 위원회에 대해서 법안의 제출을 요구할 수 있고 만약 제출되지 않으면, 유럽 사법 재판소에 부작위(不作爲) 소송을 제기할 수 있다.

### 예산 심의
집행위원회가 작성한 예산안에 대해서 유럽연합 이사회는 유럽 의회와 공동으로 심의한다. 다만 조약이나 법률로 의무로 되어 있지 않은 지출에 대해서는 유럽 의회가 최종적인 결정권을 가지며, 또 유럽 의회는 예산안을 전체적으로 거부할 수 있다.

### 대외 관계
유럽연합 이사회는 EU외의 나라나 국제 기관과의 사이에 제한적으로 조약이나 협정을 비준할 수 있다. 교섭 및 서명은 통상적으로 집행위원회가 실시한다. 이외에도 제3국에 대해서 경제 제재를 부과할 수 있다.

### 제3국의 EU 가입
EU에 가입을 희망하는 국가의 경우, 유럽 연합 이사회는 집행위원회의 의견을 듣고, 유럽 의회의 전체 의원의 과반수의 찬성을 얻은 후, 모든 기관의 일치로 가입을 결정한다.

## 조직
유럽 연합 이사회의 의장은, 의장국의 각료가 맡는다. 또한 각 가입국의 EU상주 대표부의 대표자로 구성되는 상주대표위원회(코레페르, COREPER Comit des reprsentants permanents)와 이사회총사무국이 유럽 연합 이사회의 보좌에 해당한다.

### 상주대표회의
상주대표위원회는 상주 대표부의 대표가 출석하는 COREPER I과 차석 대표가 출석하는 COREPER II가 있다. 전자는 정치 안건, 사법·내무, 예산등을 논의하고, 후자는 역내 시장, 환경, 고용, 연구를 논의하고 있다. 또한, 그 동급으로 정치·안전 보장 안건을 논의하는 정치 안보 위원회(PSC)가 있고, 산하에 각종 워킹 그룹이 있어 각 가입국의 상주 대표부의 외교관이 출석(PSC라면 PSC 담당 대사, 작업 부회라면 참사관이나 서기관급의 외교관)한다. 상주대표위원회, 정치 안보 위원회, 및 기타 워킹 그룹의 의사 진행은 의장국이 수행한다.

### 총사무국
이사회 총사무국, 줄여서 총사무국(總事務局)은 의장국을 보좌하며, 공동 외교 안보 정책(CFSP), 범죄 문제의 사법 협력(PJCC)의 분야에서 특히 중요한 역할을 담당하고 있다. 총사무국 아래에는 유럽 연합 집행위원회와 비슷한 분야별 총국(總局, Directorat-General)이 놓여 있다.

## 이사회의 종류
유럽 연합 이사회는 고정적인 멤버에 의해서 구성되는 기관이 아니고, 정책 분야별로 복수적으로 존재하며 각 가입국을 대표하는 관계있는 장관이 멤버가 된다(외교라면 외무이사회, 사법·내무라면 사법·내무 이사회). 그러나 이러한 이사회는 법령상 단일의 「유럽 연합 이사회」이며, 그 때문에 COREPER의 조정에 합의를 얻은 사항은 바로 옆의 이사회에 상정되어 승인될 수 있다(예：사법·내무 관계의 사항에 대해서, 총무 이사회에 상정한다).
- 총무 이사회 (General Affairs Council GAC)：가입국의 유럽 연합 담당 장관으로 구성되는 유럽 연합 이사회의 핵이 되는 이사회 중 하나이다.
- 외무 이사회 (Foreign Affairs Council FAC) : 가입국의 외무장관으로 구성되는 유럽 연합 이사회의 핵이 되는 이사회 중 하나이다. 매월 1회 회의가 열리며 유럽연합 외무 고위대표도 출석한다.
- 경제 금융 이사회 (Economic and Financial Affairs Ecofin)
- 농업 어업 이사회 (Agriculture and Fisheries Agrifish)：매월 1회 회의이 열리며 가입국의 농업·어업 장관으로 구성되어 농업 특별 위원회가 보좌한다.
- 사법 내무 이사회 (Justice and Home Affairs JHA)
- 고용 사회정책 보건 소비자 이사회 (Employment, Social Policy, Health and Consumer Affairs Council EPSCO)
- 경쟁력 이사회 (Competitiveness, COMPET)：2002년 6월에 역내 시장, 산업, 연구의 3개의 이사회가 통합되어 창설했다. 유럽내의 과학 연구 담당 장관으로 구성된다.
- 운수 통신 에너지 이사회 (Transport, Telecommunications and Energy, TTE)：2002년 6월에 3개의 이사회가 통합되어 창설했다.
- 환경 이사회 (Environment, ENV)
- 교육 청소년 문화 이사회 (Education, Youth and Culture EYC)

## 같이 보기
- 유럽 연합 이사회 의장국